# Larvik Harbour
Der Larvik Harbour (in Argentinien Bahía Denise, in Chile Bahía Lagos) ist eine kleine Bucht im Südwesten der Brabant-Insel des Palmer-Archipels vor der Westküste der Antarktischen Halbinsel.
Die britischen Geologen Thomas Wyatt Bagshawe (1901–1976) und Maxime Charles Lester (1891–1957) kartierten sie im Zuge der British Imperial Antarctic Expedition (1920–1922) unter der Leitung John Lachlan Copes (1893–1947). Sie benannten sie nach der norwegischen Stadt Larvik und folgten damit einer bereits zwischen 1919 und 1920 vorgenommenen Benennung durch Johan Johannessen, norwegischer Kapitän des Walfangschiffs Bombay. Namensgeber der in Argentinien geläufigen Benennung ist ein Geldgeber für eines der beiden Schiffe der zwischen 1949 und 1950 durchgeführten argentinischen Antarktisexpedition. In Chile benannte man sie dagegen nach Miguel Lagos Grant (1900–unbekannt), Kapitän der Presidente Pinto bei einer 1948 durchgeführten Antarktisfahrt.